# Filfili
Filfili è un comune dell'Azerbaigian situato nel distretto di Oğuz. Conta una popolazione di 749 abitanti.